# Peter Reilly (Justizopfer)
Peter Reilly (* 1956) war zwischen 1973 und 1978 unschuldig Verurteilter und Inhaftierter eines Justizirrtums in den USA. Dieser sorgte in den 1970er Jahren für Aufsehen, als ihn eine Unterstützergruppe öffentlich machte. Zur Tatzeit 17 Jahre alt, wurde der weiße junge Mann aus Falls Village, Canaan, Connecticut aufgrund eines erpressten Geständnisses für die brutale Ermordung seiner Mutter Barbara Gibbons (51) verantwortlich gemacht und zu sechs bis 16 Jahren Haft verurteilt. Fünf Jahre später wurde er freigesprochen.

## Der Fall
Peter Reilly wuchs in beengten Verhältnissen auf. Seinen Vater kannte er nicht. Die Mutter lebte vorwiegend von Wohlfahrtsgeld, trank und empfing Liebhaber. Sie wurde mit durchschnittener Kehle in ihrem Bett aufgefunden, zudem steckte in ihrer Vagina eine Flasche. Dem „Geständnis“ ihres Sohnes Peter gingen 24 Stunden ohne Rechtsbeistand und zehn Stunden Verhör voraus.
Durch den zähen Kampf einer Unterstützergruppe konnte schließlich bewiesen werden, „daß Peter sich zum Zeitpunkt der Ermordung seiner Mutter fünf Meilen von zu Hause entfernt aufgehalten hatte. Darüber hinaus waren die Zeugen, die Peter gesehen hatten, ein Polizist und seine Frau. Ihre eidesstattliche Aussage, die der Kriminalpolizei bekannt gewesen sein musste, wurde in den Akten des Staatsanwaltes entdeckt, nachdem er an einem plötzlichen Herzversagen gestorben war.“
Zu den prominenten Unterstützern, die der wenig gebildete Jugendliche (nach der Widerrufung seines Geständnisses) fand, zählte der gleichfalls in Connecticut wohnende Dramatiker Arthur Miller, der den Fall in seinen 1987 veröffentlichten Erinnerungen streift.
Das Phänomen ist nicht nur aus dem Justizwesen der USA bekannt: Polizei und Staatsanwaltschaft wollen „die Öffentlichkeit beruhigen“, indem man ihr schnell einen Täter nennt und wehren sich später dagegen, ihr „Gesicht zu verlieren“. Laut Miller versuchte die Polizei selbst nach Vorlage des Entlastungsmaterials, ihre „Ehre“ zu retten. Schließlich sah sich der inzwischen pensionierte Polizeichef Fussenich jedoch zu einem Besuch bei Peter und einer Entschuldigung gezwungen. Auch die liberale Gouverneurin Ella Grasso hatte „verdächtig lange gezögert, ehe sie gegen ihre eigenen Beamten einschritt.“
Miller zeigte sich unter anderem durch den „erschreckend kalten und zynischen Mißbrauch Freudscher Psychologie“ schockiert, den sich die Polizei bei ihren Verhören gestattet hatte. Sie führte unter anderem den „Ödipuskomplex“ ins Feld, um Peter die Einsicht schmackhaft zu machen, nur er könne seine Mutter ermordet haben.
Der Fall wurde in zwei Büchern und zahlreichen Rundfunk- und Fernsehbeiträgen dargestellt.
Reilly, inzwischen Mitte 50, lebt heute (2011) in Tolland und arbeitet in Ellington als Verkäufer von Autozubehör. In seiner Freizeit ist er unter anderem Gitarrist in einer Rockband. Er setzt sich nach wie vor für Verbesserungen im Justizwesen ein. Das Verbrechen, das ihm einst zur Last gelegt wurde, konnte bis heute nicht aufgeklärt werden.

## Film / Video
- Van King; Jonathan Towers; Bill Kurtis: American justice. / A son's confession. Towers Productions, Inc.; Arts and Entertainment Network., New York : A & E Home Video 2002
- Peter Reilly, Donald Connery, Andrew Schneider: conviction and innocence, Storrs, CT : Custodian of Records, University of Connecticut LCWP UConn Torrington Campus, 2009.
- A Death in Canaan (1978) (TV) bei IMDb. Dt. "Tod in einer kleinen Stadt", Regie: Tony Richardson